# The Land of My Mother
Kraj mojej matki (ang. The Land of My Mother) – kolorowy film polski zrealizowany przez Romualda Gantkowskiego w 1943 roku w Stanach Zjednoczonych.

## Historia
W filmie wykorzystano zdjęcia kolorowe wykonane w latach (1938–1939) w II RP do reportażu pod tytułem Beautiful Poland (pol. Malownicza Polska), który w 1939 roku jako materiał promocyjny pokazany został na wystawie światowej w Nowym Jorku. W 1943 roku w trakcie II wojny światowej sceny z najpiękniejszych miejsc przedwojennej Polski z tego reportażu posłużyły jako materiał wyjściowy do dokumentu Kraj mojej matki. Narratorem była córka noblistki Marii Skłodowskiej-Curie – Ève Curie.
Przez długi czas uznawany był w Polsce za zaginiony. Dopiero w latach 90. XX wieku został odnaleziony dzięki staraniom kanadyjskiej Polonii.

### Lokacje
Film pokazuje kolorowe sceny z wielu polskich miejscowości przedwojennej Polski: Golubia-Dobrzynia, Warszawy, Gdyni, Torunia, Poznania, Biskupina, Gniezna, Kórnika, Gołuchowa, Bydgoszczy, Grudziądza, Chełmna, Krakowa, Częstochowy, Zakopanego, Lwowa i Wilna.